# 코마츠 미카코

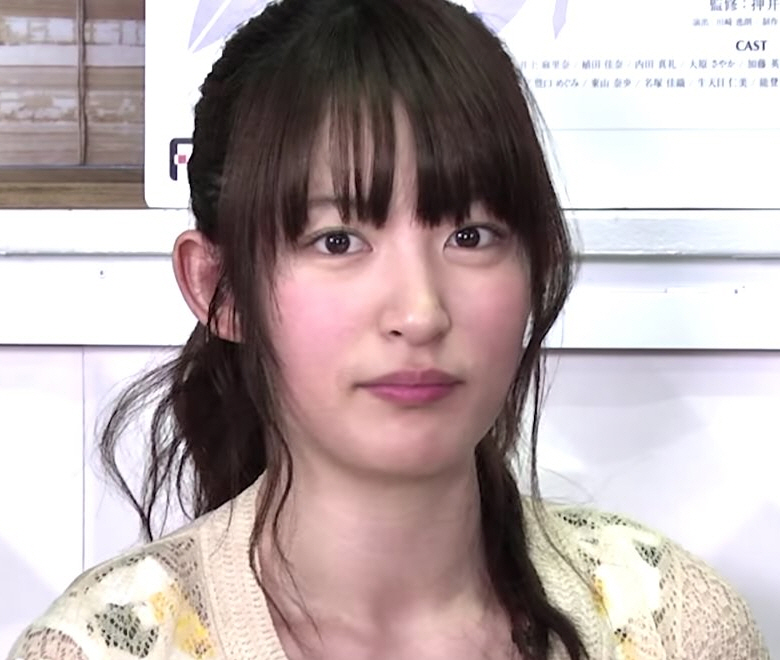
코마츠 미카코

코마츠 미카코(일본어: 小松 未可子 고마쓰 미카코[*]), 1988년 11월 11일)은 일본의 여성 성우, 배우, 가수이며 미에현 쿠와나 시 출신이다. 히라타 오피스 소속이며, 소속 레코드 레이블은 스타 차일드 (킹레코드).
대표작은 "HEROMAN" (죠이), 싱글 《Black Holy》, 《맹렬 우주해적》(카토 마리카), 《건담 빌드 파이터즈》(이오리 세이).

## 약력
2003년
- 닛폰 방송 "후지이 타카시의 올 나이트 닛폰 R"의 1코너에서 오디션이 열렸고 합격했다. 후에 아이돌 그룹・ 이모토(いもうと)의 멤버 "미카코"로 데뷔했다.

2007년
- 9월, "이모토"를 탈퇴.

2009년
- 11월, 사무소를 히라타 오피스로 이적해서 배우로 활동.

2010년
- 4월, TV 애니메이션 "HEROMAN"에서 히어로맨과 행동을 함께 하는 주인공 "죠이" 役으로 성우 활동을 개시.

2012년
- 4월 25일, 스타 차일드에서 싱글 "Black Holy"로 가수로 데뷔했고, 이 곡은 TV 애니메이션 "맹렬 우주해적"의 이미지송이 되었고, 엔딩으로도 몇번 정도 사용되었다.
- 11월 7일, 2nd 싱글 "차가운 방, 혼자/하지의 과실"을 릴리스했다. "차가운 방, 혼자"는 TV 애니메이션 "K"의 ED 테마로, 스타 차일드의 선배인 angela 프로듀스의 작이다.

2013년
- 11월 10일, 직접 작사･작곡･편곡한 "에메랄드의 언덕을 넘어서"를 선 보였다.

2014년
- 8월 25일, 동경하는 쿠라키 마이와 릿슨? ~Live 4 Life~에서 대면한다.

2015년
- 2월 14일, 이날 방송된 나의 음악에서 쿠라키 마이와 Tonight, I feel close to you를 부르고, 듀엣 공연을 했다.

## 인물
취미는 영화 감상과 노래 부르기이다. 특기는 5살 때부터 하고 있는 마림바라고 한다.
아카츠키 중학교·고등 학교에 재학하고 있었지만, 그 후 히노데 고등학교로 전학했다.
미카코라는 이름은 1988년 서울 올림픽 때, 당시 3살의 형이 싱크로나이즈드 스위밍 고타니 미카코(스기우라 미카코) 선수를 "미카코-!, 미카코-!"라고 응원하다 어머니의 뱃속에 있던 자신이 난폭하게 굴면서 "미래, 미지수의 가능성"이라는 의미를 담아 붙었다고 한다. 후에, 릿슨? ~Live 4 Life~ 월요MC 취임 후의 첫 방송에서 고타니 미카코 본인한테서 기념의 보이스 메시지가 도착했다.
애칭인 "미카코시"는, 대학 친구에게 자신이 애니메이션을 좋아한다고 말했는데 오타쿠라고 간주되어 마니아에 대한 경칭으로 "씨(氏, 시)"을 달고"미카코 씨(みかこ氏)"로 불렸던 것에서 유래되었고, 거기에서 바꾸어 "미카코시"라고 불리게 된 것이다. 다른 이름으로, 같은 사무소의 오미가와 치아키는 "코마미", "히다카·코마츠의 천사가 되는 것 같아☆"에서 페어인 히다카 리나는 "코마밍", "맹렬 우주해적" 관계자의 사토 타츠오 감독과 하나자와 카나는 "코맛쨩", "우츠노미야의 20miles"의 우츠노미야 타카시는 "미카쨩"등으로 부르고 있으며, 본인의 Twitter 기록이나 방송에서 팬 투고 같은 것에 영향을 받은 "미카코시"를 병행해서 사용되게 된 경우도 많다.
어린 시절에 본 "명탐정 코난"에 큰 영향을 받아 이후 애니메이션을 좋아해서 자주 보았다. 또 이 작품에서 주제가를 부르던 쿠라키 마이의 팬으로, 쿠라키를 동경했던 것이 연예계 진출의 계기이기도 하다. 히토리 가라오케에서는 쿠라키 축제를 개최하기도 한다. 집의 벽에는 쿠라키 마이의 포스터가 몇장 붙어 있다고 한다. 2014년 8월에는 "릿슨? ~Live 4 Life~"에서 쿠라키가 게스트라는 입장에서 공연을 하고, 2015년 2월에는 후지 테레비 NEXT의 방송, 나의 음악에서 공연을 했다. 또, 잘 아는 사이인 토오 아야카가 "오란고교 호스트부"의 애니메이션에 출연하고 있는 것을 보고 성우를 일로 의식했다.
타고난 음성이 낮아 자신의 목소리를 좋아하지는 않았지만 연극 연습에서 선생님으로부터 "소년답다"라고 격려 받아 안심한 것으로 알려졌다. 데뷔작인 "HEROMAN"에서는 남자 아역이었던 적도 있어 스스로도 납득했지만 "맹렬 우주해적"의 카토 마리카는 여자라서, 자신의 목소리와는 익숙하지 않았지만 감독으로부터 "잘생긴 여자"로 평가된 것에 기뻐한 것을 밝혔다. 동경하는 성우로서 호리에 유이, 사카모토 마아야(애니메이션 더빙·노래·무대를 멀티로 활동하는 자세에 대해서), 카이다 유우코(" 멋진 여성"으로)의 이름이 들어 있다.
『"Black Holy" 발매 기념 프리 이벤트~ 자, 선샤인의 시간이다 !~』에서는 맨발로 라이브를 선 보였다. 부르다가 회장의 팬의 열기로 뜨거워지고, 모자, 상의, 부츠 순으로 벗고 최종적으로 맨발로 됐다는 것.
2014년 5월에는 고향인 쿠와나 시의 "쿠와나 시 도쿄 PR 사무국" 신설 기자 설명회에 쿠와나 시장 등과 함께 참석했다.
음악 제작에는 GarageBand를 활용하고 있다.
술은 못 마시지만, 매실주가 취향이며 사케(일본주)도 소량이라면 괜찮다. 담배는 피우지 않는다.

## 출연 작품
※두꺼운 글자는 메인 캐릭터

### TV 애니메이션
2010년
- 침략! 오징어 소녀 (다나카)
- HEROMAN (죠이)
- 명탐정 코난/매직 카이토 (학생)

2011년
- GOSICK (이안 마스그레이브)
- 꽃이 피는 첫걸음 (시호, 학생F, 학생A)
- 방랑소년 (여학생A)
- 영원의 쿠온 (유우마)
- 유☆희☆왕 ZEXAL (미즈키 코토리)
- 라스트 엑자일 -은빛날개의 팜- (에리오)

2012년
- 오다 노부나의 야망 (마가라 나오타카)
- 걸스 앤드 판처 (마루야 마사키)
- K (네코)
- 사랑한다고 말해 (미유)
- 전희절창 심포기어 (안도 쿠리요, 학생B)
- 전국 컬렉션 (이토 잇토우사이)
- TARI TARI (양, 비서)
- 여름색 기적 (케이타)
- 하이스쿨 D×D (하나카이)
- 맹렬 우주해적 (카토 마리카)
- 유☆의☆왕 ZEXALII (미즈키 코토리)

2013년
- 우주전함 야마토 2199 (토쿠가와 아이코, 시마지로, 극동관리구사령 오페, 지하 쉘터 아나운스)
- 신이 없는 일요일 (울라 에울레우스 헤크마티카)
- 건담 빌드 파이터즈 (이오리 세이)
- 환영을 달리는 태양 (츠키에이 세레나)
- 전희절창 심포기어G  (안도 소우세이)
- 잔잔한 내일로부터 (시오도메 미우나)
- 프리티리듬 레인보우 라이브 (스즈노 이토)
- 변태왕자와 웃지 않는 고양이 (요코데라 요우토)
- 나는 임금님 (비눗방울의 아이)
- 미즈 모노크롬 -The Animation- (여자 아이)
- 역시 내 청춘 러브코메디는 잘못됐다 (토츠카 사이카)
- 벚꽃 사중주 -꽃의 노래- (남자아이, 어린 쿄스케）

2014년
- 아오하라이드 (무라오 슈코)
- 아카메가 벤다! (사요)
- 알드노아 제로 (아미후미 인코)
- 위저드 배리스타즈 변마사 세실 (사오토메 마유)
- 늑대 소녀와 흑왕자 (테즈카 아키)
- 소울이터 NOT! (이터널 페서)
- 천체의 메소드 (토가와 시오네)
- 니세코이 (츠구미 세이시로)
- 노라가미 (무츠미)
- 호오즈키의 냉철 (사쿠야 히메)
- 포켓몬스터 XY 특별편 최강 메가진화 (마농)
- 마법소녀 대전 (카미키 스즈카)
- 마탄의 왕과 바나디스 (알렉산드라=아르샤빈)
- 모모큔 소드 (카구야)

2015년
- 청춘X기관총 (타치바나 호타루)
- 요괴소년 호야 (나카무라 아사코)
- GANGSTA. (진저)
- K RETURN OF KINGS (네코)
- 행복 그래피티 (시이나)
- 순결의 마리아 (프리아포스)
- 전희절창 심포기어GX (안도 소우세이)
- 단치가이 (나카노 야요이)
- 찾아보자! 부활동 스핀오프 푸루푸룽 샤름과 놀자 (우사미 히나)
- 니세코이 2기 (츠구미 세이시로)
- 네코타가 신경쓰여서 못견디겠어. (아마네 미키코)
- 플라스틱 메모리즈 (앤디)
- 역시 내 청춘 러브코메디는 잘못됐다 -속- (토츠카 사이카)

2016년
- 빨강머리 백설공주 2기 (유지나)

2017년
- 아톰 더 비기닝 (츠츠이 모토코)
- 사쿠라 퀘스트 (코즈키 사나에)
- 어서오세요 실력 지상주의 교실에 (이부키 마오)

2018년
- 오버로드 2기 (루프스 레기나)
- 오버로드 3기 (루프스 레기나)

2020년
- 팔남이라니, 그건 아니지! (이나 수잔느 힐렌브렌트)
- 아르테 (아르테)

### OVA
2013년
- 참승합체 트랜스포머 (타이토 이사무)

2014년
- 체인 크로니콜 ~숏애니~ (카인)
- 니세코이 (츠구미 세이시로) ※코믹스 제 14권 DVD 동봉판에 수록

2015년
- 니세코이 (츠구미 세이시로) ※코믹스 제 16권・제 17권 DVD 동봉판에 수록

### 극장 애니메이션
2011년
- 토와노쿠온 (유마)

2012년
- 코드 기어스 망국의 아키토 제 1장 (케이트 노바크)

2013년
- 코드 기어스 망국의 아키토 제 2장 (케이트 노바크)
- 언어의 정원 (아이사와)

2014년
- 극장판 K MISSING KINGS (네코)
- 극장판 프리티리즘 올스타 섹션 프리즘 쇼 베스트 텐 (스즈노 이토)
- 맹렬 우주해적 ABYSS OF HYPERSPACE -아공의 심연 (카토 마리카)

2015년
- 코드 기어스 망국의 아키토 제 3장 (케이트 노바크)
- 러브라이브! The School Idol Movie (스쿨 아이돌)

2016년
- 명탐정 코난 에피소드 “원” 작아진 명탐정 (와다 히나)

2021년
- 극장판 주술회전 0 (젠인 마키)

### 앱
- 노블 앱『RENT HEAD』(근위Ａ)
- 퍼즐 앱『연쇄반응』 (타테노하라 카나)

### 디지털 코믹
- VOMIC 미카도☆보이 (긴)

### TV 드라마
- 학생제군! 교사편 (2007)
- 어텐션 플리즈 SP (2008)
- 여동생과 뾰루지 (2008)
- 경시청 수사과 9계 (2008)

### PV
- ET-KING「두명의 노래」 (2008년)

### WEB
- ニコレット／ハッピーに禁煙ツアー (2010년 9월 - 2011년 2월)

### 무대
- ~폭탄을 가슴에 안고~ (2010년 4월) 주연 코나츠 役 연출: 나가타 신이치
- 별의 목소리 (2015년 4월) 주연 나가미네 미카코 役 연출: 하이타 치사토